# Nomada sedi
Nomada sedi är en biart som beskrevs av Cockerell 1919. Nomada sedi ingår i släktet gökbin, och familjen långtungebin. Inga underarter finns listade i Catalogue of Life.